# Massimo Radice
Massimo Radice (Seregno, 3 febbraio 1963) è un ex calciatore italiano, di ruolo difensore.

## Carriera
Ha disputato quattro incontri nel campionato di 1981-1982 con la maglia del Como, esordendo in massima serie a 19 anni non ancora compiuti il 7 marzo 1982, in occasione del pareggio esterno col Catanzaro.
Ha quindi proseguito la carriera in Serie C2.